# Алессіо Мікелі
Алессіо Мікелі (італ. Alessio Miceli, нар. 31 серпня 1999, Рим) — італійський професійний футболіст, півзахисник італійського клубу «ФеральпіСало» з Серії C1.

## Клубна кар'єра
Вихованець «Лаціо »і грав на різних позиціях на молодіжному рівні, від атакуючого півзахисника до центрального захисника. за 10 років виступів в їх академії. Дебютував за першу команду «Лаціо» в груповому етапі Лізи Європи 2017-18 проти «Вітесса» (1:1) 23 листопада 2017 року.
Наступного року перейшов до третьолігової команди «ФеральпіСало».